# Mauricio Ubal
Mauricio Ubal (Montevideo, 15 de agosto de 1959) es un compositor y cantante uruguayo de música popular. Ocupa el cargo de Coordinador General del sello discográfico uruguayo Ayuí / Tacuabé desde el año 1983, y el de Presidente en la Cámara Uruguaya del Disco desde el año 2004.

## Biografía
Su infancia transcurrió en el barrio Bella Italia. Con una trayectoria artística de 30 años, entre la que puede encontrarse la fundación del grupo Rumbo, Mauricio Ubal es un importante exponente de la canción urbana montevideana, en la cual fusiona ritmos autóctonos de Uruguay como milonga, murga y candombe.

### Rumbo
En 1978, comienza a tocar en sus primeros recitales, y un año después funda el grupo Rumbo, junto a Laura Canoura, Gonzalo Moreira, Carlos Vicente, Miguel López y Gustavo Ripa.

Es con este grupo que afianza sus cualidades de músico, siendo su principal compositor con canciones como "A redoblar", verdadero himno de resistencia creado junto a Rubén Olivera.

A lo largo de 7 años el grupo edita 3 discos y participa de varios álbumes colectivos, logrando reconocimiento regional, realizando giras en Uruguay y Buenos Aires.

### Trayectoria solista
Luego de la disolución de Rumbo, Ubal continuó con su carrera solista, participando asimismo en distintos ciclos de recitales con otros artistas nacionales, como Rubén Olivera, murga Contrafarsa y Fernando Cabrera, entre otros.

En 1989 edita su primer disco solista, titulado Como el clavel en el aire, el cual contenía el tema "Al fondo de la red", el cual se convirtió en un popular tema de su repertorio. Este tema ha sido versionado por otros artistas, incluso fuera de fronteras. La banda argentina Bersuit Vergarabat es un ejemplo de esto con una versión en vivo de la canción.

En 1993 obtiene el 1.er. Premio del Concurso Himno a Montevideo, con su canción "Una canción a Montevideo", el cual sería elegido como insignia de Montevideo Capital Cultural de Iberoamérica 1996

En 1994, realiza una gira musical por poblados y comunidades de Nicaragua con el auspicio por el grupo cultural Mecate.

En 1997 se presenta en Chemnitz (Alemania) y en el Teatro Solís de Montevideo con el espectáculo Avenida Bandoneón (creado junto a Tato Martínez).

En 2000 edita junto a la murga Contrafarsa el disco Once canciones en el área, cuya presentación se realizó en distintos espectáculos en Montevideo y en el local “La Trastienda” de Buenos Aires.

En 2004 publica junto a Gonzalo Moreira, el disco El faro el fin del mundo y en 2006 edita su primer disco antología Rezumo, el cual recopila canciones de su periodo solista.

Actualmente se presenta en vivo con su grupo “La Típica Banda” o junto a Fernando Goicochea, Carlos Ferreira y Federico Righi.

## Discografía

### Con Rumbo
- Para abrir la noche (Ayuí / Tacuabé a/e26. 1980)
- Sosteniendo la pared (Ayuí / Tacuabé a/e35. 1982)
- Otro tiempo (Orfeo SULP 90788. 1985)

#### Colectivos
- Tiempo de cantar 2 (Ayuí / Tacuabé a/e23. 1980)
- A redoblar (Ayuí / Tacuabé a/e33. 1982)
- Adempu canta vol. I (RCA. 1984)

#### Reediciones
- Para abrir la noche (Ayuí / Tacuabé pd 2001. 1999)
- Rumbo (disco doble conteniendo los tres LP del grupo y sus participaciones colectivas. Ayuí / Tacuabé ae229-230cde. 2003)

### Solista
- Como el clavel del aire (Ayuí / Tacuabé a/e80k, 1989)
- Repertorio 1991 (con Contrafarsa. Ayuí / Tacuabé a/e100K 1991)
- Una canción a Montevideo (Editado por la IMM con la serie CD 001. 1995)
- Colibrí (Ayuí / Tacuabé ae150cd, 1996)
- Plaza Guayabo (Ayuí / Tacuabé ae170cd, 1997)
- 11 canciones en el área (con Contrafarsa. Ayuí / Tacuabé ae240cd, 2000)
- El faro el fin del mundo (con Gonzalo Moreira. Ayuí / Tacuabé ae280cd, 2004)
- Rezumo (Ayuí / Tacuabé ae310cd, 2006)
- Arena movediza (Ayuí / Tacuabé, 2014)

#### Colectivos
- 7 Solistas (Ayuí / Tacuabé a/e72k. 1988)

## Música de teatro
Ha compuesto música para obras teatrales para niños y adultos, entre las que pueden encontrarse:
- Los cuentos de Piedramansa (1991)
- Tuya, Héctor (1992)
- La Corón Conquista (1992)
- Se ruega no enviar coronas (1993)
- Track (con Tabaré Rivero, 1995)
- Zaratustra (1995)

## Ciclos de Recitales
- Los postigos (junto a Rubén Olivera, 1987)
- Un suponer (junto a Laura Canoura, Esteban Klisich y Gustavo Ripa, 1988)
- Como el clavel del aire" (junto a la murga Contrafarsa, 1990)
- 4 Reales (1991)
- Noviembre (junto a Fernando Cabrera, 1991)
- Extrañas compañías (con Rubén Olivera y Títeres Girasol, 1992)
- La Rueda Gigante" (con Rubén Olivera y Títeres Girasol, 1995)
- Once canciones en el área (junto a la murga Contrafarsa, 2001)